# Сън за щастие
„Сън за щастие“ е цикъл от 93 лирически миниатюри от Пенчо Славейков, излизащи първоначално в списание „Мисъл“. За пръв път са издадени като сборник през 1906 г. Това е втората стихосбирка на Славейков.
Основните теми в цикъла са съзерцанието, настроението и търсенето на щастие. Чест е мотивът, че покоят и равновесието са постижими единствено в смъртта.
Славейков набляга на личното усещане, което околния свят оставя в него, на любовта, мечтите и стремленията му. Тази поетична сбирка е особено лична и интимна. В стихотворенията се забелязва една особена меланхолия, която авторът влага от душата и сърцето си. Няма тъга или мъка, само меланхолия и спокойствие. Дали пише за смъртта или за трагичността на живота, или за любовта, авторът не е влага тъга или мъка, а само една типично Славейкова меланхолия и спокойствие. За него е характерна една „сладка скръб“, както самият Славейков се изразява в „Островът на блажените“ („О, сладка скръб, едничка моя радост“). Пейо Яворов, неслучайно, изказва мнението си, че Славейков е „магесник“ творящ светлина сред мрака на нощта. Дори и в най-жизнерадостните си творби, Пенчо Славейков не позволява емоцията да надделее в неговото творчество, той запазва характерната за него меланхолия и спокойствие, всичко посреща с чисто сърце и спокойно лице. Това се дължи основно на самото светоусещане и философията на поета. Славейков, като виден индивидуалист, изтъква нуждата от разглеждане на природата, любовта и като цяло всичко, което засяга личността, като точно индивидуално, лично явление, неповторимо и строго лично.